# Yttilä
Yttilä falu Finnország Säkylä önkormányzatának területén.
Itt található a meteorológiai szolgálat egyik időjárás-állomása. Az egykori iskolában ma múzeum működik.

## Templom
A templom udvarában a második világháborúban elesett katonák sírjai találhatóak.

## My Summer Car
A My Summer Car című videójátékban található Teimon Kauppa nevű bolt épülete hasonlít az yttiläi Sepon Kauppára. Johannes Rojola fejlesztő megerősítette, hogy az épület szolgált mintául a játékbeli létesítményhez.

## Fordítás
- Ez a szócikk részben vagy egészben  a   Yttilä című finn Wikipédia-szócikk ezen változatának fordításán alapul.  Az eredeti cikk szerkesztőit annak laptörténete sorolja fel. Ez a jelzés csupán a megfogalmazás eredetét és a szerzői jogokat jelzi, nem szolgál a cikkben szereplő információk forrásmegjelöléseként.
- Ez a szócikk részben vagy egészben  a   Yttilä című angol Wikipédia-szócikk ezen változatának fordításán alapul.  Az eredeti cikk szerkesztőit annak laptörténete sorolja fel. Ez a jelzés csupán a megfogalmazás eredetét és a szerzői jogokat jelzi, nem szolgál a cikkben szereplő információk forrásmegjelöléseként.